# Agromyza pulla
Agromyza pulla är en tvåvingeart som beskrevs av Johann Wilhelm Meigen 1830. Agromyza pulla ingår i släktet Agromyza och familjen minerarflugor.
Artens utbredningsområde är Tyskland. Inga underarter finns listade i Catalogue of Life.